# Sedia Weissenhof
La sedia Weissenhof (chiamata anche MR10 e MR20) è stata progettata nel 1927 dall'architetto Ludwig Mies van der Rohe (1886-1969) e dalla disegnatrice Lilly Reich (1885-1947), con la collaborazione di Sergius Rügenberg.

## Storia
La sedia prende spunto da precedenti creazioni, come la sedia cantilever, create da Mart Stam. 
La particolarità di questa sedia è la sua struttura curva. 
Nella scelta dei materiali Ludwig Mies van der Rohe optò per un prezioso rivestimento in midollino intrecciato e l'utilizzo del tubolare metallico.
Le sue dimensioni sono 78,5 x 53 x 77,5 centimetri. L'altezza della seduta è di 44 cm. È stata realizzata in acciaio 25 mm e da un quadro di vimini scelto da Lilly Reich.
Un paio di queste sedie facevano parte del mobilio della villa Tugendhat (1929) e della casa Farnsworth.